# أفضل هداف دولي في العالم 1996
قائمة هدّاف العالم لعام 1996 بحسب ما أعلن الاتحاد الدولي لتاريخ وإحصائيات كرة القدم، وجاءت القائمة لابرز الهدافين خلال العام، كما هو موضح في الجدول التالي .
| التصنيف | لاعب                | البلد     | الإجمالي | اهدافه في المنتخب | اهدافه في الاندية | النادي                        |
| ------- | ------------------- | --------- | -------- | ----------------- | ----------------- | ----------------------------- |
| 1       | علي دائي            | إيران     | 22       | 22                | 0                 | برسبوليس، السد                |
| 2       | ناتيبونج سريتونج إن | تايلند    | 16       | 16                | 0                 | كاسيكورنبانك                  |
| 3       | هرنان كرسبو         | الأرجنتين | 16       | 6                 | 10                | ريفر بليت                     |
| 4       | محمد سالم العنزي    | قطر       | 13       | 13                | 0                 | الريان                        |
| 5       | فاوستينو اسبريا     | كولومبيا  | 13       | 8                 | 5                 | بارما، نيوكاسل يونايتد        |
| 6       | كايتيسوك سيناموانغ  | تايلند    | 12       | 12                | 0                 | كاسيكورنبانك                  |
| 7       | رونالدو             | البرازيل  | 12       | 10                | 2                 | آيندهوفن، برشلونة             |
| 8       | يورغن كلينسمان      | ألمانيا   | 12       | 8                 | 4                 | بايرن ميونخ                   |
| 9       | أنتوني دي أفيلا     | كولومبيا  | 12       | 1                 | 11                | أميريكا دي كالي               |
| 10      | بيبيتو              | البرازيل  | 11       | 10                | 1                 | ديبورتيفو لاكورونيا، فلامينغو |

## مواضيع ذات صلة
- أفضل هدّاف العالم
- كرة قدم
- رياضة